# Brown v. Entertainment Merchants Association
Brown v. Entertainment Merchants Association, 564 U.S. 786 (2011), fue un caso precedente de la Corte Suprema de Estados Unidos en el que se declaró inexequible una ley del estado de California del año 2005 que impedía la distribución de videojuegos con contenido violento a niños sin la supervisión de sus padres. En una decisión de 7–2, la corte revocó la decisión de primera instancia y anuló esa ley, determinando que los videojuegos están protegidos por la Primera Enmienda a la Constitución de los Estados Unidos, al igual que otras formas de medios de comunicación.